# Aleksandyr Aleksandrow (kosmonauta)

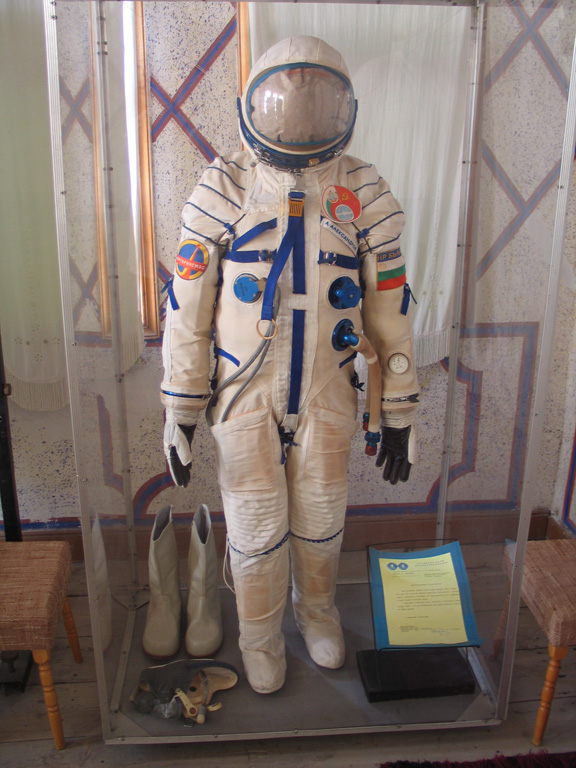
Skafander Aleksandyra Aleksandrowa.

Aleksandyr Panajotow Aleksandrow (bułg. Александър Панайотов Александров; ur. 1 grudnia 1951) – bułgarski kosmonauta, Bohater Związku Radzieckiego (1988).

## Życiorys
W 1979 był dublerem Georgiego Iwanowa – pierwszego kosmonauty bułgarskiego, który wykonał lot z radzieckim kosmonautą na statku Sojuz 33. Blisko 10-dniowy lot w kosmos Aleksandrow odbył w 1988 na pokładzie Sojuza TM-5. Była to piąta ekspedycja na stację kosmiczną Mir w ramach programu Interkosmos. Dowódcą misji był Anatolij Sołowjow a inżynierem pokładowym Wiktor Sawinych. Podczas tej misji Aleksandrow pełnił funkcję inżyniera-badacza. W czasie pobytu na stacji kosmicznej Mir kosmonauta bułgarski przeprowadził czterdzieści doświadczeń, posługując się dziewięcioma urządzeniami przygotowanymi przez specjalistów z Bułgarii. Oprócz aparatury naukowo-badawczej, w tym przeznaczonej do teledetekcji, również żywność zabrana na pokład trzyosobowego Sojuza pochodziła z Bułgarii. Przygotowano ją w Centralnym Laboratorium Kriobiologii i Liofilizacji w Sofii. Powrót nastąpił 17 września 1988 roku w statku Sojuz TM-4.
Odznaczony m.in. Medalem Złota Gwiazda Bohatera Związku Radzieckiego i Orderem Lenina.
Dekretem Prezydenta Federacji Rosyjskiej Dmitrija Miedwiediewa, № 435 z 12 kwietnia 2011, został odznaczony Medalem „Za zasługi w podboju kosmosu”.
Stowarzyszenie Uczestników Lotów Kosmicznych (Association of Space Explorers) przyznało mu Universal Astronaut Insignia za lot orbitalny (nr 206).

## Wykaz lotów
| Loty kosmiczne, w których uczestniczył Aleksandyr Aleksandrow.          | Loty kosmiczne, w których uczestniczył Aleksandyr Aleksandrow. | Loty kosmiczne, w których uczestniczył Aleksandyr Aleksandrow. | Loty kosmiczne, w których uczestniczył Aleksandyr Aleksandrow. | Loty kosmiczne, w których uczestniczył Aleksandyr Aleksandrow. | Loty kosmiczne, w których uczestniczył Aleksandyr Aleksandrow. | Loty kosmiczne, w których uczestniczył Aleksandyr Aleksandrow. |
| Lp.                                                                     | Data startu                                                    | Statek kosmiczny                                               | Data lądowania                                                 | Statek kosmiczny                                               | Funkcja                                                        | Czas trwania                                                   |
| ----------------------------------------------------------------------- | -------------------------------------------------------------- | -------------------------------------------------------------- | -------------------------------------------------------------- | -------------------------------------------------------------- | -------------------------------------------------------------- | -------------------------------------------------------------- |
| 1                                                                       | 7 czerwca 1988                                                 | Sojuz TM-5                                                     | 17 czerwca 1988                                                | Sojuz TM-4                                                     | Kosmonauta-badacz                                              | 9 dni 20 godziny 9 minut i 19 sekund.                          |
| Łączny czas spędzony w kosmosie – 9 dni 20 godziny 9 minut i 19 sekund. |                                                                |                                                                |                                                                |                                                                |                                                                |                                                                |